# Sants-Montjuïc

Sants-Montjuic na mapie Barcelony

Sants-Montjuïc – jeden z dystryktów (nr III) Barcelony, znajdujący się na południowym skraju miasta i graniczący z dzielnicami Les Corts, Eixample i Ciutat Vella oraz z miastami Hospitalet de Llobregat i El Prat de Llobregat. Zajmuje powierzchnię 21,35 km² łącznie ze wzgórzem Montjuïc i liczy 177 636 mieszkańców (2005).
Administracyjnie dzieli się na dzielnice: Bordeta-Hostafrancs, Sants, Guatlla-Magoria i Poble-sec. Znajduje się tu wiele zabytków, dzielnica słynie także z wielu markowych sklepów. Dodatkowo na wzgórzu Montjuïc znajduje się stadion Estadi Olímpic Lluís Companys.